# Cerodontha capitata
Cerodontha capitata är en tvåvingeart som beskrevs av Zetterstedt 1848. Cerodontha capitata ingår i släktet Cerodontha och familjen minerarflugor. Arten är reproducerande i Sverige. Inga underarter finns listade i Catalogue of Life.